# Daniel Westrade
Daniel Westrade (Maulde, 12 oktober 1953) is een Belgisch politicus voor de PS. Hij is burgemeester van Péruwelz.

## Biografie
Westrade ging naar school op het Collège Saint-Eloi in Leuze-en-Hainaut. Daarna studeerde hij boekhouding aan de École Jonet in Doornik. Hij ging werken bij de vakbond FGTB. Hij huwde en aangezien zijn echtgenote afkomstig was uit Wasmes-Audemez-Briffœil, vestigde hij zich in Péruwelz. Rond 1990 ging hij voor de mutualiteiten werken.
Westrade ging in de gemeentepolitiek voor de lokale PS-afdeling van Péruwelz in het begin van de jaren 80. In 1982 nam hij er voor het eerst deel aan de gemeenteraadsverkiezingen en hij werd meteen verkozen als gemeenteraadslid. Na de verkiezingen van 1988 werd hij schepen van Cultuur en Onderwijs onder burgemeester en partijgenoot Roger Henneuse. Na de verkiezingen van 1994 belandde de PS weer in de oppositie.
Bij de verkiezingen van 2000 trad Westrade weer op de voorgrond en hij werd CPAS-voorzitter in 2001. Toen Jacques Devaux om persoonlijke redenen aftrad in 2004, volgde Westrade hem op als burgemeester van Péruwelz.